# Gruszka (Naddniestrze)
Gruszka (rum. Hrușca, ros. Грушка) – wieś o spornej przynależności państwowej (de iure Mołdawia, de facto Naddniestrze), w rejonie Kamionka, nad Dniestrem.
W okolicy znajduje się rezerwat przyrody Hrușca.

## Historia
Podczas badań archeologicznych w Gruszce znaleziono kamienny toporek z dwoma ostrzami. Jego wiek datowany jest na ponad 300 tysięcy lat.
W czasach Rzeczypospolitej wieś leżała w województwie bracławskim. Odpadła od Polski w wyniku II rozbioru.